# Imagen corporativa (aerolíneas)

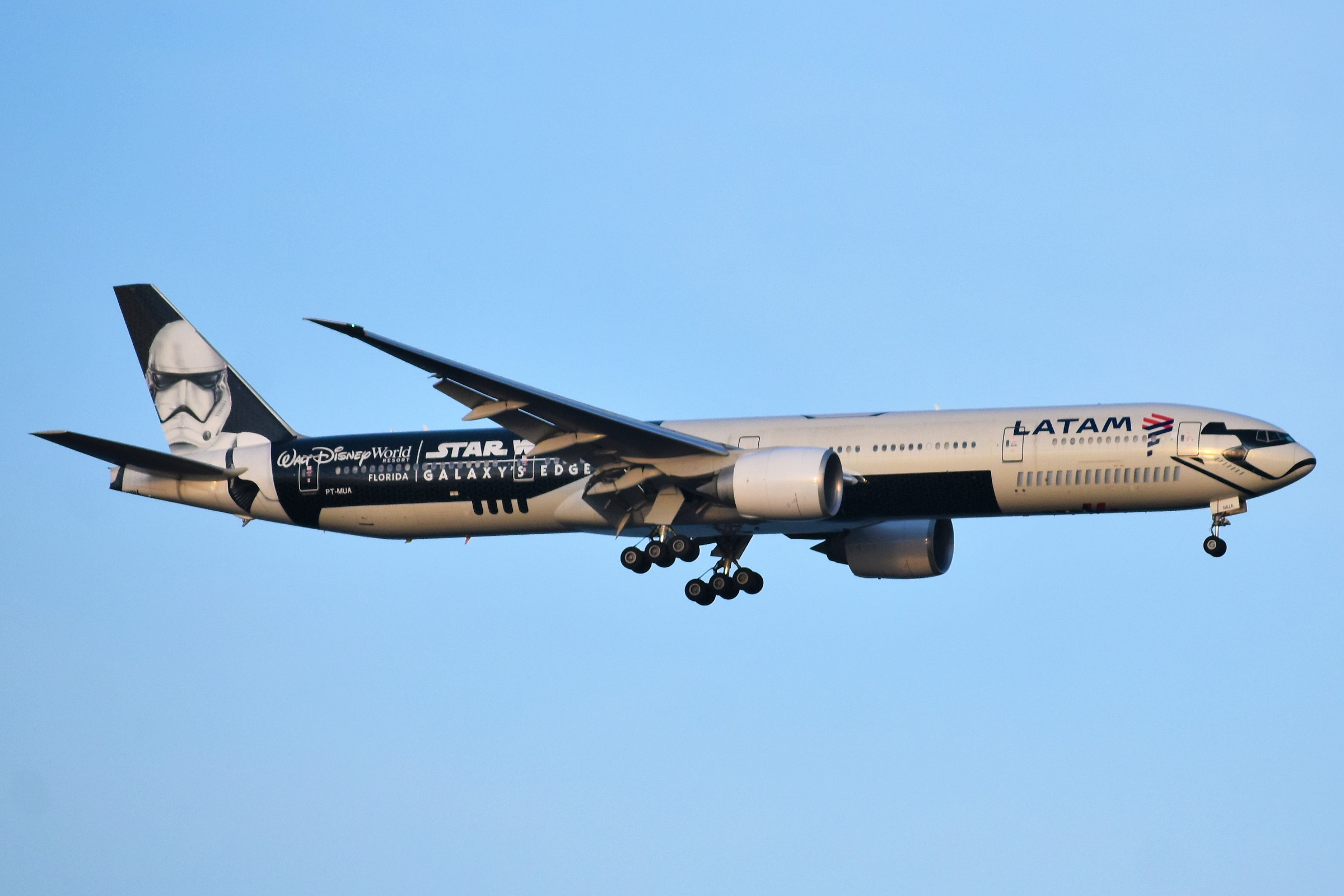
Boeing 777 de LATAM con una decoración en la cola de Star Wars: Galaxy's Edge.

La imagen corporativa de una aeronave (aircraft livery en inglés) es la «librea», diseño identificativo o «uniforme» que, junto a otras insignias, como identificadores de color y gráficos, los operadores (aerolíneas, gobiernos, fuerzas aéreas y ocasionalmente propietarios privados) aplican a sus aeronaves, y que sirven para caracterizarlas y dintinguirlas. 
Los logotipos de los aviones han ido evolucionando desde la Segunda Guerra Mundial y se han corvertido en elementos imprescindibles de la identidad corporativa y de la imagen de marca de las empresas.

## Pintado del diseño corporativo

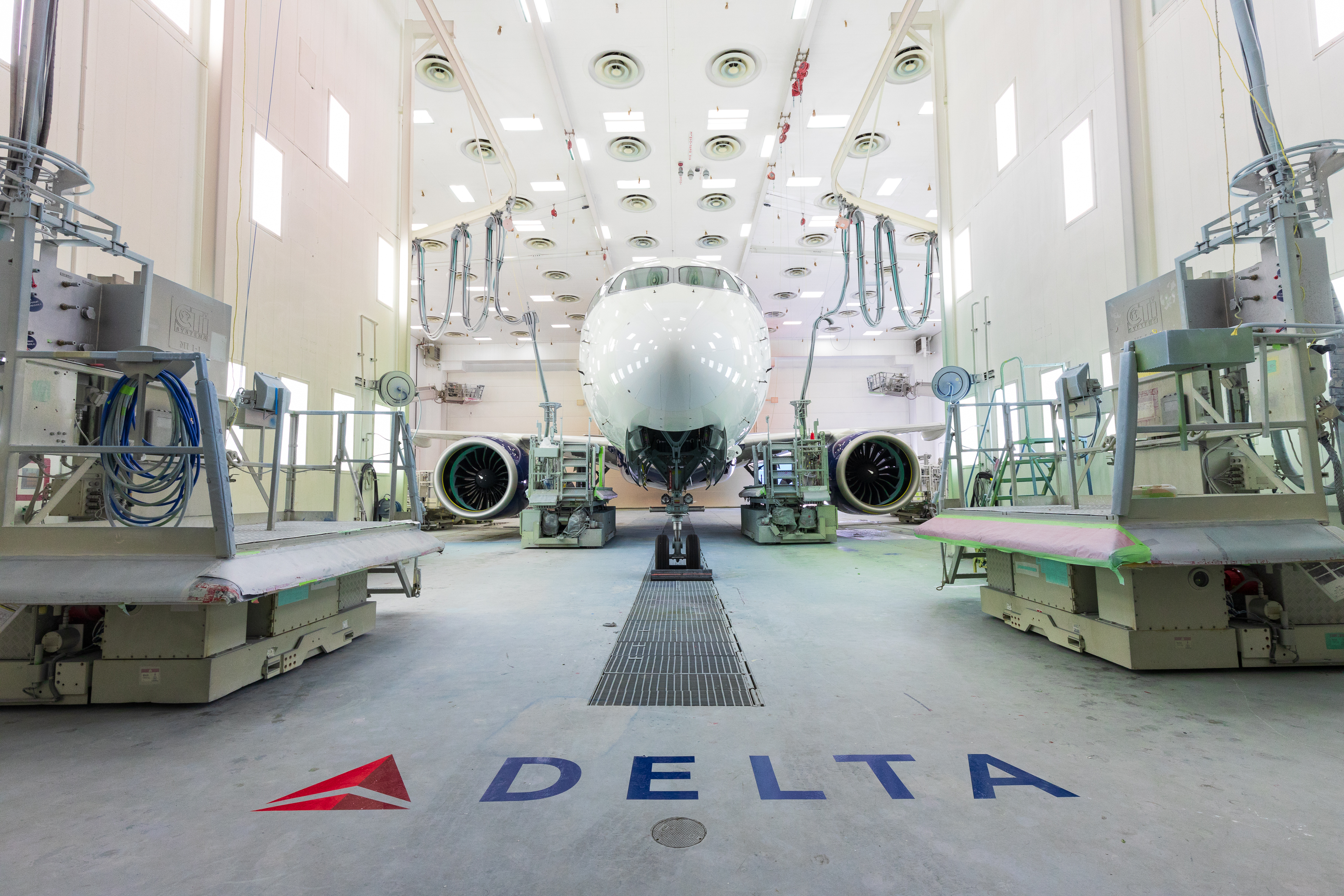
Un Airbus A220 en el taller de pintura de Delta Air Lines

La pintura del diseño corporativo en múltiples capas ha evolucionado hacia la aplicación de un “sistema de capa base-capa transparente”. El nuevo método de imprimación mejora el brillo, la retención del color y la rapidez de secado. También puede doblar la vida útil del recubrimiento y, además, pesa posiblemente un 30% menos que el método de aplicado de varias capas. La pintura puede pesar hasta 450 kg por avión. Además de la pintura también se utilizan calcomanías o adhesivos para imprimir elementos geométricamente complejos, como algunos logotipos. Por ejemplo, para pintar un Airbus A380 de la aerolínea British Airways, se necesitan como mínimo 24 pintores que durante dos semanas deberán aplicar 2300 litros de pintura en cinco capas para cubrir 3500 m2 con 650 kilos.

## Imagen corporativa de las aerolíneas
La imagen corporativa de una aeronave implica establecer elementos particulares y característicos. El nombre de la aerolínea debe tener un estilo específico. Los diseñadores tipográficos pueden definir el «logotipo» con un tipo de letra comercialmente disponible o por uno especialmente diseñado para la aerolínea y protegido por derechos de autor.
El emblema de la aerolínea suele ser un monograma o un logotipo adaptado al tipo de superficie del avión, con idéntica visión desde diversos ángulos. El color debe ser específico basándose en los sistemas de estandarización y combinación de color como el sistema Pantone o el Federal Standard 595.
En las décadas de 1950 y 1960 se comenzó a uniformiar la pintura de las flotas de las compañías. Antes de eso, las aerolíneas, en particular Aeroflot y algunas aerolíneas estadounidenses como Delta Air Lines, utilizaban distintivos personalizados diseñados para cada tipo de avión que operaban. Aeroflot abandonó la práctica en 1974 y adoptó un diseño uniforme en toda su flota. Actualmente las aerolíneas tienen un modelo estándar de emblema para la identificación visual de sus aviones.

### Diseños

#### Metal descubierto

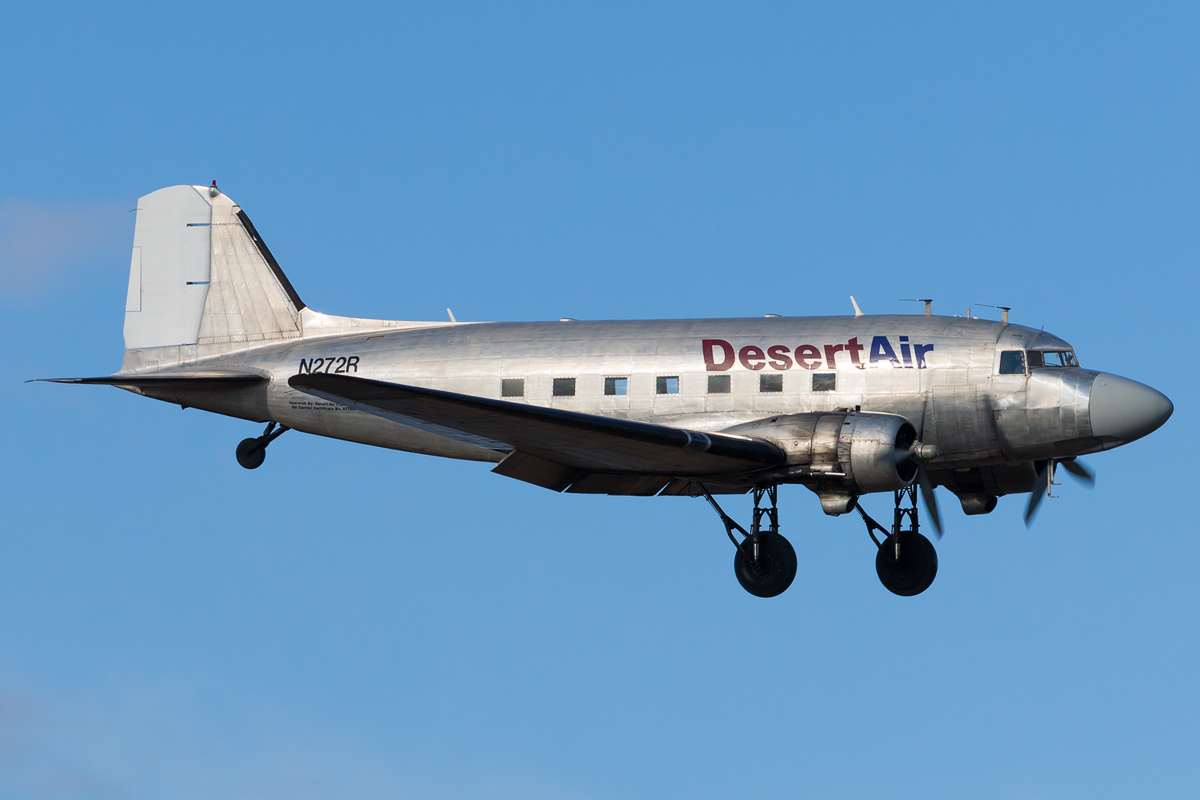
Un Douglas DC-3 con la imagen de marca en metal desnudo

Hasta pasada la Segunda Guerra Mundial, lo normal era dejar el exterior sin pintar, decorándolo únicamente con el nombre de la aerolínea, junto con un emblema o monograma. Cuando, en la década de 1930, entraron en servicio los primeros aviones de pasajeros del mundo con el exterior totalmente metálico, como el Boeing 247, el Douglas DC-2 y el Douglas DC-3, la elegancia de su brillante exterior proporcionó un lienzo imaginativo para el diseño de distintivos. En ese momento, la pintura era cara, bastante pesada y tenía una adherencia relativamente pobre en el metal; dejar el revestimiento del avión prácticamente sin pintar era lógico y económico. Con el tiempo, los fabricantes de pinturas insistieron en que la protección general contra la corrosión se mantuviera vigente durante toda la vida útil del avión, lo que dio paso que, mediada la década de 1960, para garantizar la longevidad, se comenzara a aplicar pintura en las zonas más expuestas del avión. 
Frente al uso de la pintura identificativa, empresas de transporte aéreo como Cargolux, Flying Tiger Line, JAL Japan Airlines Cargo, Korean Air Cargo o Seaboard World Airlines, se han manifestado en contra, alegando el ahorro de combustible en los vuelos al eliminar el peso de la pintura.

#### “Cheatline” («línea tramposa»)

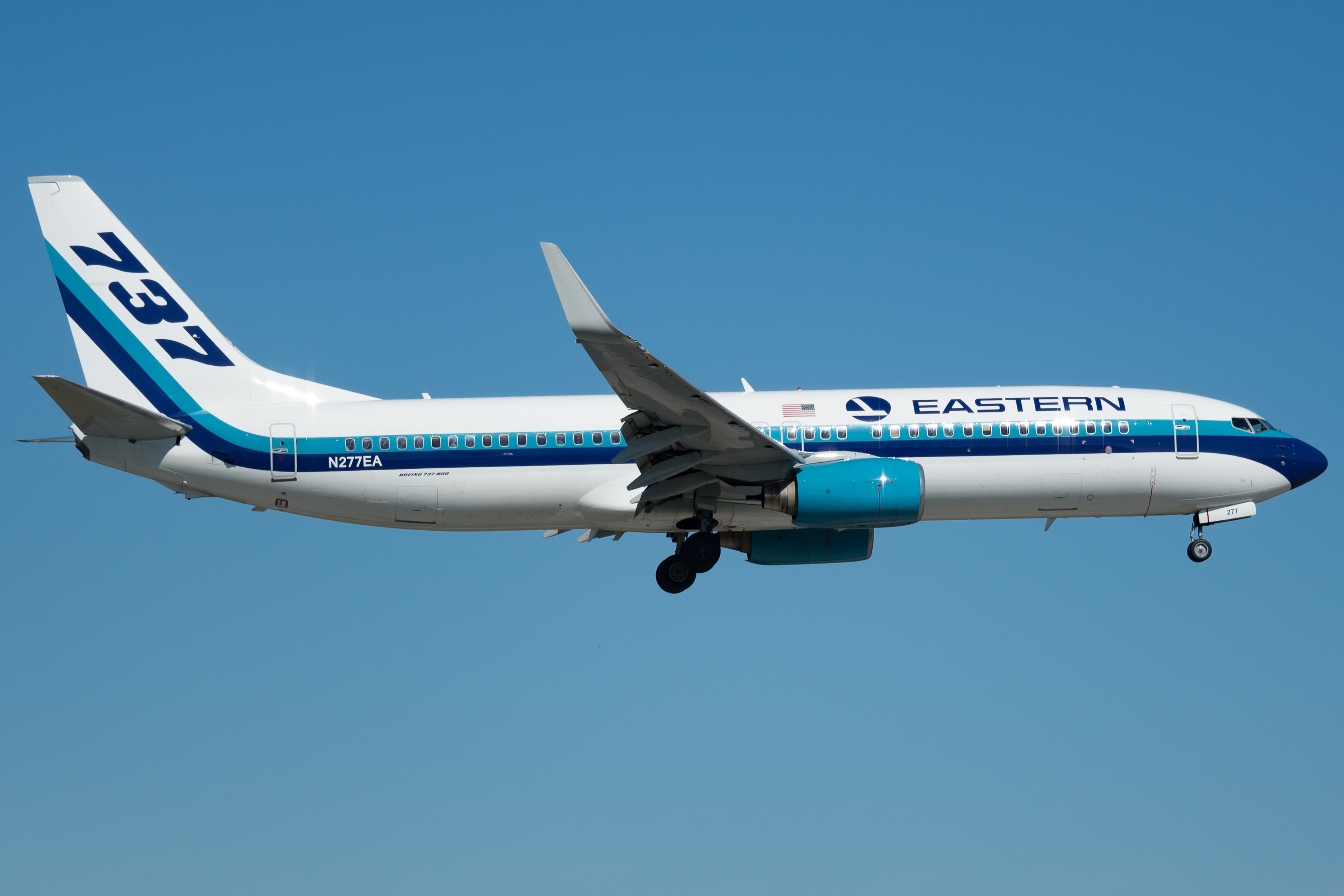
Boeing 737 NG de Eastern Air Lines con la «línea tramposa» (cheatline) y el "hockey stick".

Entre los primeros elementos reconocibles de las decoraciones exteriores de los aviones se encontraba la «línea tramposa» (“cheatline”), una franja horizontal decorativa aplicada a ambos lados del fuselaje del un avión, inicialmente con el objetivo optimizar visualmente los aviones, reduciendo el impacto entrecortado de las ventanas de la cabina. Las aerolíneas estadounidenses, como las predecesoras de United Air Lines y TWA (Transcontinental Air Transport y Western Airlines), adoptaron «líneas tramposas» ya en la década de 1920-30. Las «líneas tramposas» se movieron desde la línea de la ventana hacia abajo o, ocasionalmente, hacia arriba. También fusionaron otros elementos decorativos como relámpagos estilizados, plumas, “bigotes”, banderas y colores nacionales, y elementos del título y el emblema de la aerolínea. La popularidad de las “cheatlines” disminuyó a partir de la década de 1970 y hoy en día son comparativamente raras, excepto en insignias  de aviones que buscan intencionalmente introducir un estilo retro a su marca a través de las naves.

#### “Hockey stick”  (palo de hockey)
En el diseño del emblema de la marca en el avión, un «palo de hockey» significa una continuación de la «línea tramposa» que gira en ángulo para recorrer la cola hacia arriba. Entre los primeros diseños de «palo de hockey» se encuentran la librea del jet de 1964 de Eastern Airlines y la librea de 1970 de Alitalia. Los emblemas de los aviones con «palos de hockey» permanecieron de moda hasta finales de los 70 y principios de los 80;  Cathay Pacific todavía las tenía en 1994.

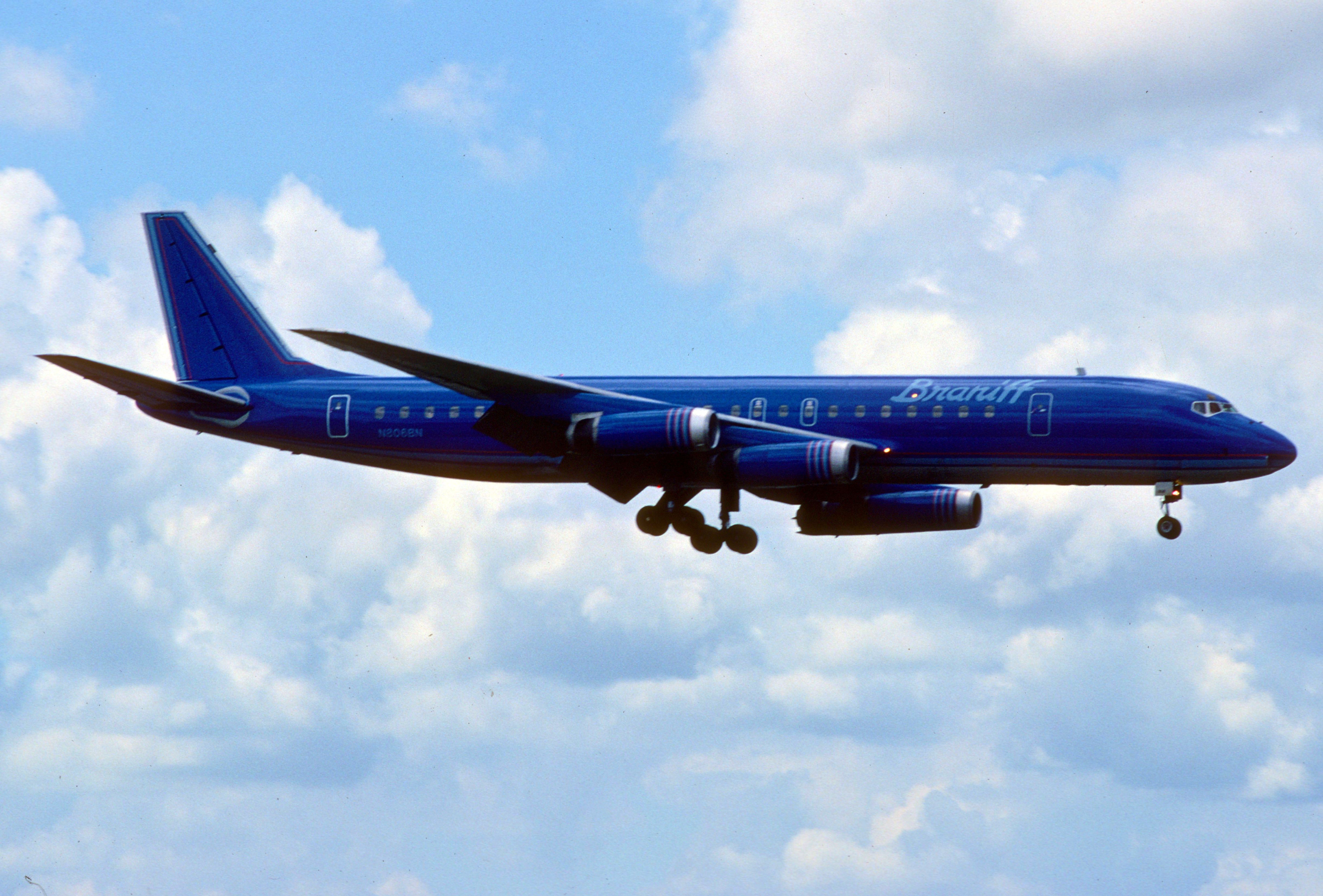
DC-8 de Braniff International con "librea" de color completo

#### A todo color
En 1965, Braniff International Airways contrató a Alexander Girard para renovar su identidad corporativa. El diseño final implicó pintar todo el fuselaje del avión en una combinación de colores llamativos. El nombre de la aerolínea se mostraba con el logotipo "Braniff International" en mayúsculas cursivas diseñadas a medida, con las iniciales pegadas en las aletas de cola del avión. La pintura del fuselaje de los aviones fue parte de una renovación integral de la identidad corporativa que también incluyó las salas vip exclusivas del aeropuerto y un casco de corta duración con forma de "casco espacial" para el personal de cabina. En 1969, Court Line Aviation contrató a Peter Murdoch para renovar su identidad corporativa. El resultado del nuevo diseño supuso la decoración externa de los aviones y el diseño de uniformes para la tripulación combinados con colores de las naves. El nombre de la aerolínea tenía el logotipo "court" en cursiva minúscula diseñada a medida y se podían cambiar fácilmente a "liat" cuando alguno de los aviones operaban en la filial caribeña de Court Line, LIAT Leeward Islands Air Transport.
El grupo de aerolíneas British Air Services adoptó otro color completo a finales de 1970. Los miembros del grupo Northeast Airlines y Cambrian Airlines tenían sus aviones pintados de blanco/gris/amarillo y blanco/gris/naranja. Se diseñaron libreas rosa y verde relacionadas para los miembros del grupo Scottish y Channel Islands Airways, pero nunca se utilizaron en el servicio.

#### «Eurowhite» (euroblanco)

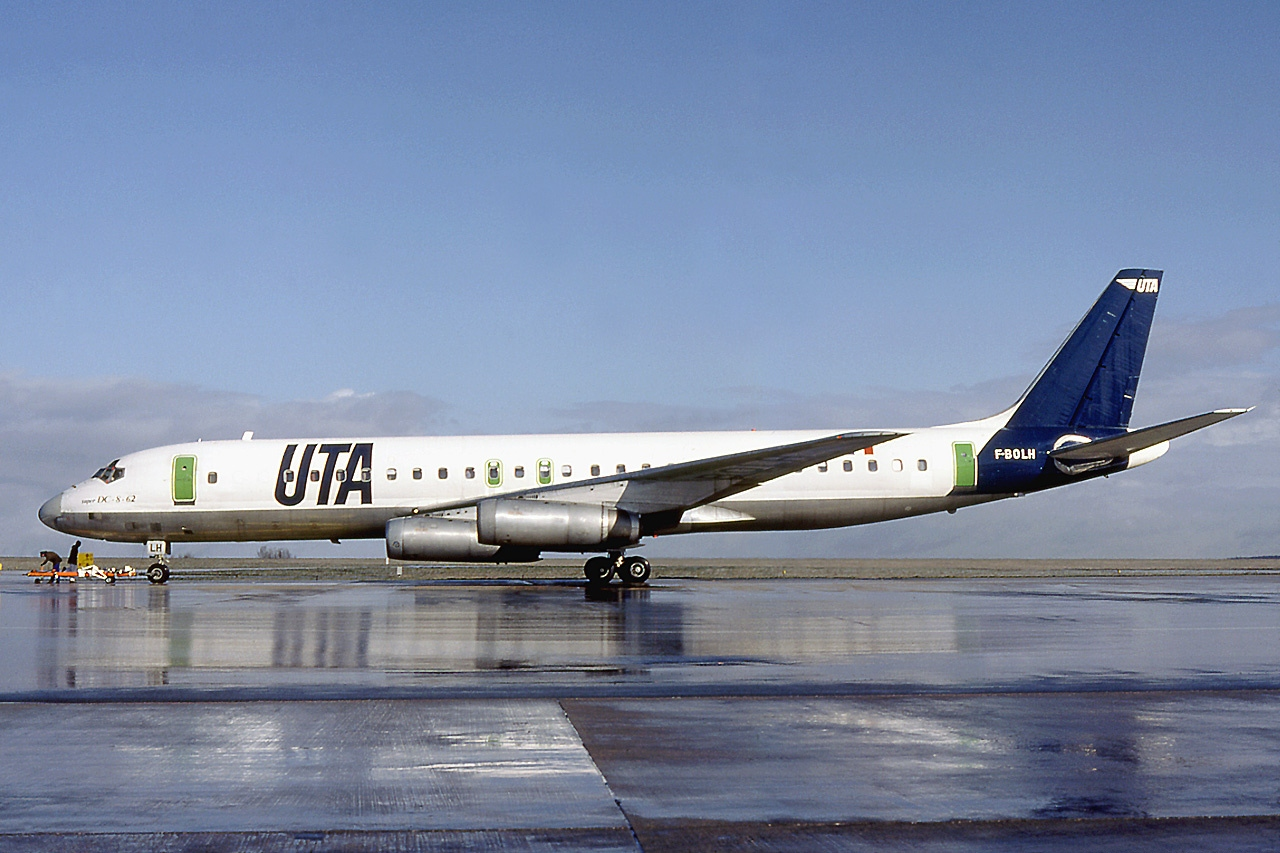
Un DC-8 de UTA en Eurowhite, (1983)

A partir de la década de 1970, la idea de un solo color en el fuselaje se extendió por todas las aerolíneas, principalmente en forma «Eurowhite» en la que el blanco era el color dominante. Los primeros diseños '«'euroblancos» se realizaron en la década de 1970, destacando los de Union de Transports Aériens (UTA), Alitalia, TWA y Concorde.
Este tipo de pintura de los aviones sigue muy presente en los diseños de la earolíneas en la segunda década del  siglo XXI. Fundamentalmente, porque la pintura blanca es más ligera que la que contiene pigmentos; además el blanco refleja el calor del Sol, permitiendo ahorrar en el aire acondicionado de la cabina. Otra ventaja del aspecto general blanco es que permite a las compañías mejorar la gestión de sus activos, ya que cuando una aerolínea fleta o alquila un avión a otra empresa, los aviones blancos pueden sustituir fácilmente los emblemas del arrendatario y, con la misma rapidez, pueden volver a las originales del arrendador cuando expira el contrato.

#### «Jellybean»(Gominola)

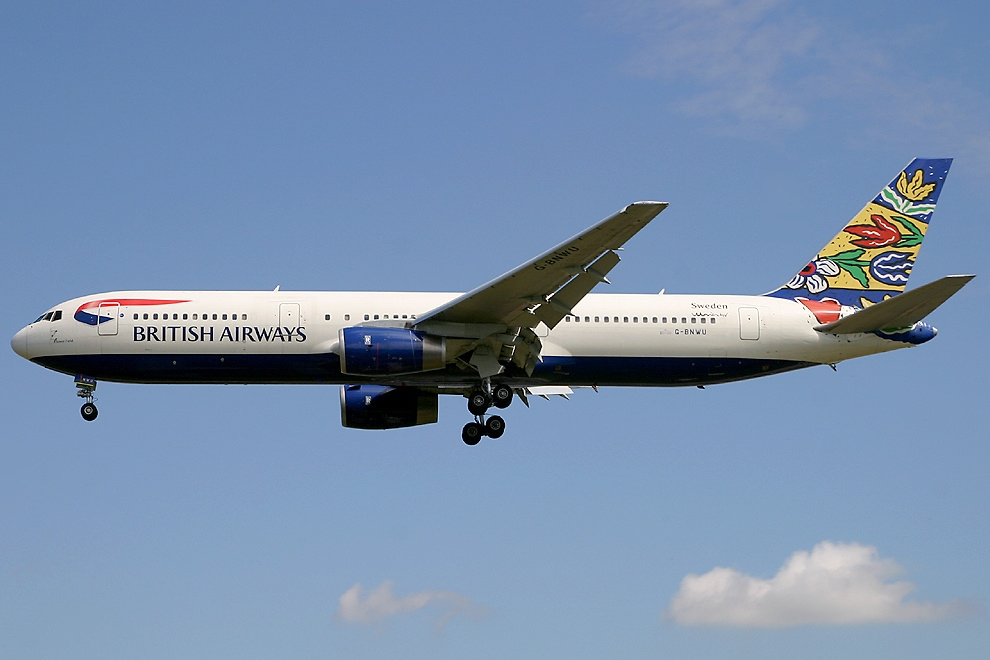
Boeing 767-336 de British Airways con múltiples combinaciones de colores (Jellybean).

La decoración de las aeronaves de Braniff International de 1967, apodadas ««Jellybean»» se caracterizaba por la combinación de vistosos colores. Una variante menos llamativa del «Jellybean», se limitaba a pintar solo la cola con diferentes diseños multicolor, como por ejemplo Air India Express, Alaska Airline de 1972, Frontier Airlines con imágenes de diferentes animales y pájaros en su cola, JetBlue Airways, la Compañía Mexicana de Aviación, las "colas étnicas" de Pakistan International Airlines y PLUNA. Los diseños étnicos de British Airways de 1997 fueron célebres ejemplos de «Jellybean».

#### «Billboard» (Cartel publicitario)

Airbus A310 de Pan Am con un diseño estilo “Billboard”.

La década de 1970 vivió el surgimiento de los diseños con la intención de publicitar a la propia aerolínea. Esto sitúa el logotipo de la empresa en el centro de atención del diseño, normalmente, con grandes letras que recorren el fuselaje, en el lugar ocupado por la «línea tramposa» («cheatline»). Los primeros en adoptar las divisas del tipo cartel publicitario fueron UTA Union de Transports Aériens (UTA), Seaboard World Airlines, Hughes Airwest y LOT Polish Airlines. También fueron de este tipo los últimos diseños de Western y Pan Am. En las décadas de 1990 y 2000, dos de las tres principales alianzas de aerolíneas adoptaron el estilo «billboard» para los diseños en aviones seleccionados operados por aerolíneas miembros de la alianza. Las compañías aéreas de bajo coste como Ryanair y EasyJet han usado este diseño en sus aviones.
Aparte, también se diseña la pintura de los aviones para hacer promoción de aquellas empresas que lo propongan. Southwest Airlines es conocida por sus aviones que promocionan Sea World (pintados para parecerse a una Orca).

### Diseños específicos

#### Conmemoraciones

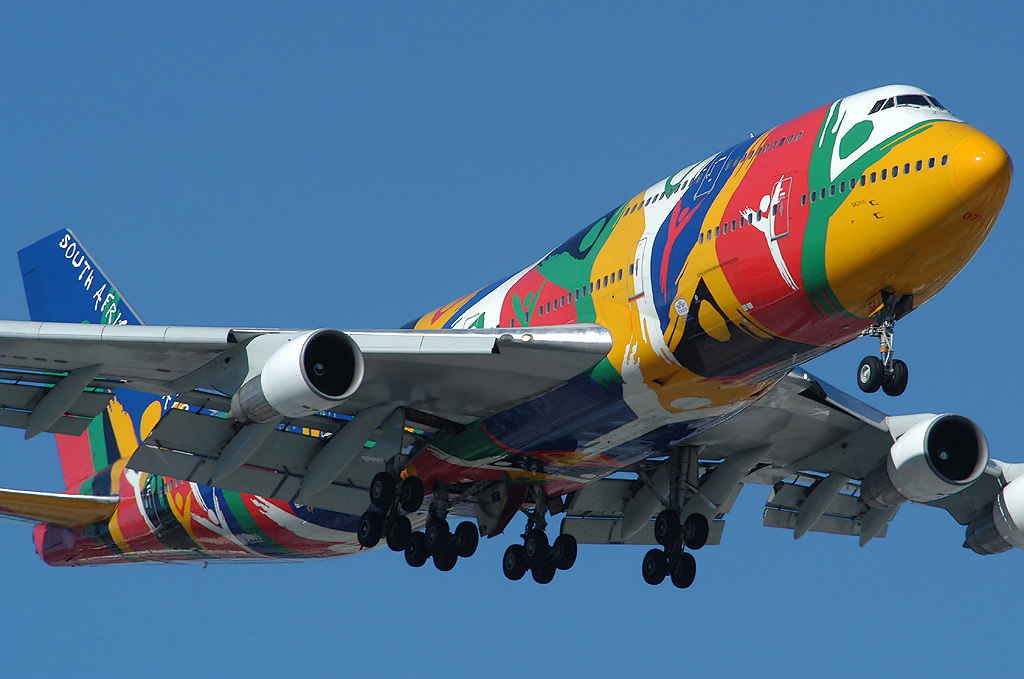
Boeing 747 de South African Airways con una decoración conmemorativa.

Los diseños conmemorativos se utilizan para celebrar un hito en la historia de una aerolínea, incluidos los aniversarios, o acontecimientos de la historia del país de la aerolínea. Como ejemplos, la pintura del "25º aniversario" de ATA Airlines, que celebra el inicio de la aerolínea bajo la dirección de George Mikelson, el fundador de American Trans Air, o el diseño de SkyWest Airlines para conmemorar el 30.º aniversario de la aerolínea. South African Airways pintó exepcionalmente uno de sus Boeing 747-300, apodado «Ndizani»,  con los colores del arco iris para trasladar al equipo olímpico sudafricano a los Juegos Olímpicos de Sídney 2000. 

#### Diseños “retro”
Hay pinturas que recuperan los logotipos y los diseños antiguos de las áerolíneas con intereses promocionales, normalmente para recalcar la historia de la empresa y su presencia en el mercado.  Las aerolíneas, los medios de comunicación y los fanáticos de la aviación llaman a los aviones pintados con libreas antiguas "retrojets".

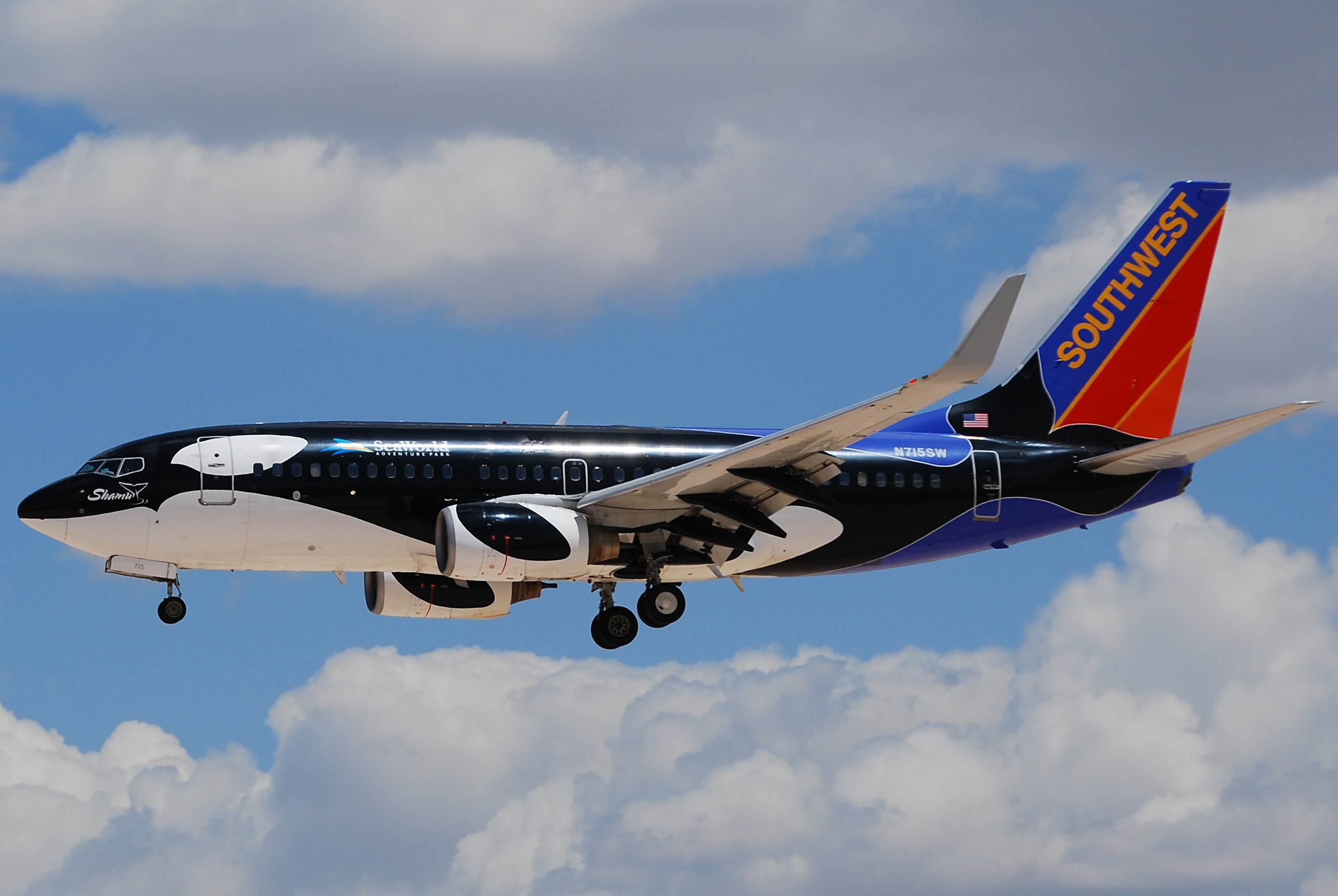
Boeing 737 de Southwest Airlines con una decoración promocional de SeaWorld.

### Diseños de mercadotecnia aérea

#### Marcas de alianzas

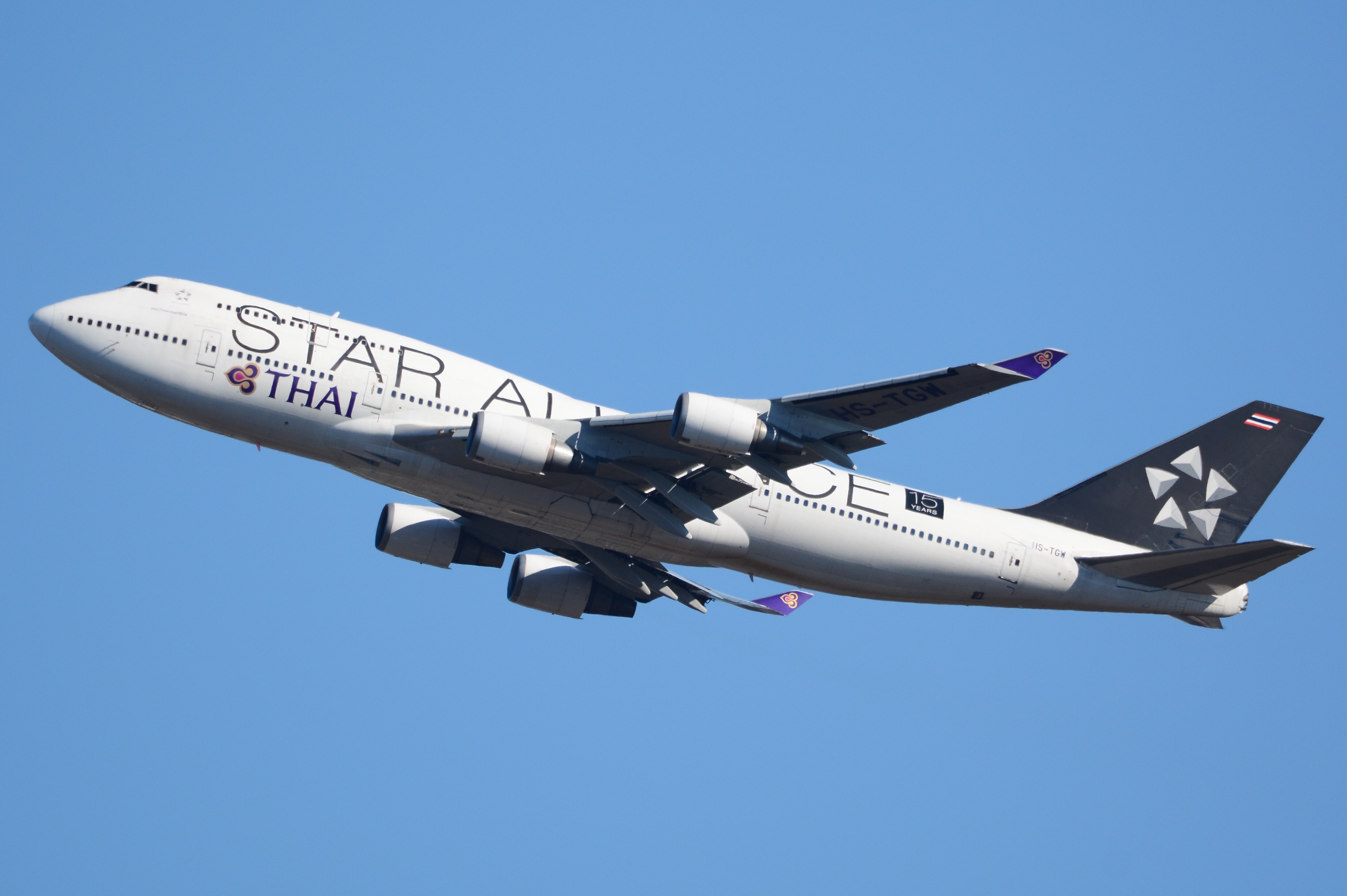
Star Alliance 747 de Thai Airways

En 2015 eran tres las alianzas multinacionales de aerolíneas a nivel mundial que desarrollaron sus propios diseños de aviones e identidades corporativas que abarcaban y trascendían a las principales aerolíneas, las aerolíneas principales, las aerolíneas heredadas y las identidades individuales de las aerolíneas de bandera junto con cualquier vínculo con fronteras regionales, geopolíticas, nacionales y gubernamentales. Oneworld, SkyTeam y Star Alliance son logotipos de acuerdos de aerolíneas multilateralmente asociadas entre un gran número de aerolíneas independientes y de diferente propiedad que trabajan juntas como una sola, a través de un sistema de pactos de código compartido, en lugar de utilizar los colores de una sola aerolínea concreta.

#### Marcas regionales

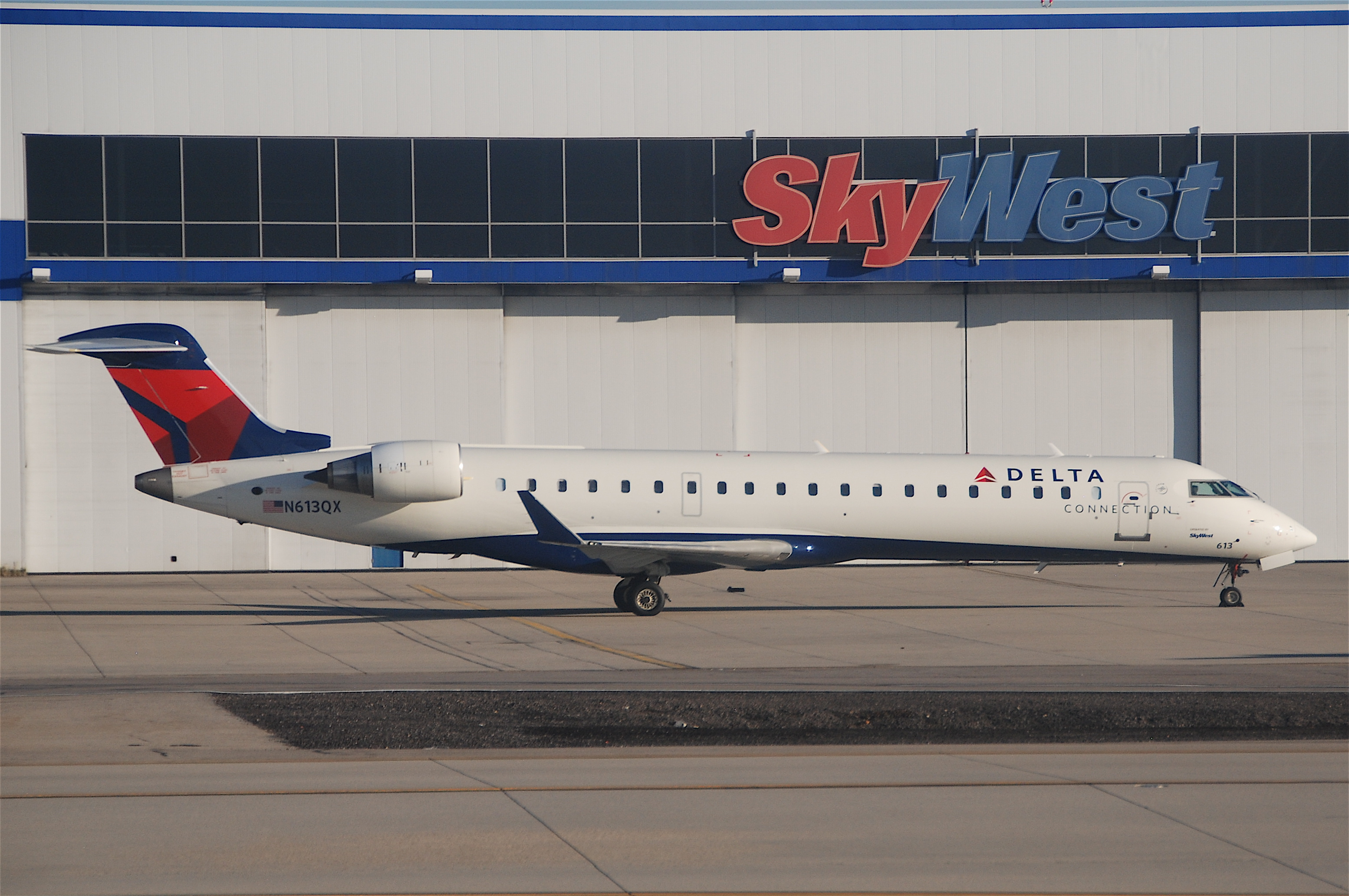
CRJ700 de SkyWest operado para Delta Connection

Las grandes aerolíneas suelen operar en asociación con otras compañías de aviones regionales para que las ciudades periféricas dispongan de un centro de conexión, a través de aerolíneas afiliadas. Estas aerolíneas operan vuelos regionales y otro tipo de aviones utilitarios más pequeños o taxis aéreos, generalmente pintados de manera similar (ya sea a través de fuentes de letras distintivas, combinaciones de colores o arreglos de «líneas tramposas») al diseño de los operadores con los que están afiliados. En Estados unidos, y por imitación en el resto del mundo, suelen llevar añadidos a la marca con la que operan el sustantivo en inglés “Airlink”, “Connection”, “Eagle” o “Express”, etcétera.
Una tendencia más actual, reciente en América del Norte, para las aerolíneas regionales, por ejemplo United Express, American Eagle, Delta Connection, es operar la aeronave con las marcas completas de la aerolínea principal, dejando el nombre de la aerolínea regional operativa solo en letras muy pequeñas, cerca del puerta de entrada delantera.
En España, Iberia Express es la aerolínea de bajo coste que realiza vuelos de corta y media distancia, propiedad de Iberia, compañía de bandera española. En mayo de 1997 Iberia firmó un acuerdo con Air Nostrum (Líneas Aéreas del Mediterráneo S.A), una aerolínea regional española con sede en Valencia, según el cual todos sus vuelos comienzan a comercializarse como "Iberia Regional/ Air Nostrum" con diseños específicos en el fuselaje. Air Nostrum mostró en su inauguración el fuselaje completamente blanco, salvo la marca de "Iberia Regional", en gran tamaño, el logotipo de Air Nostrum, en el mismo lugar habitual de la empresa, en la parte inferior del fuselaje, delante de las alas.
La cola incorporó los colores amarillo y rojo del nuevo diseño y el carenado de los motores  incorporó la marca “Iberia Regional”.

## Imágenes corporativas no aéreas

### Banderas oficiales

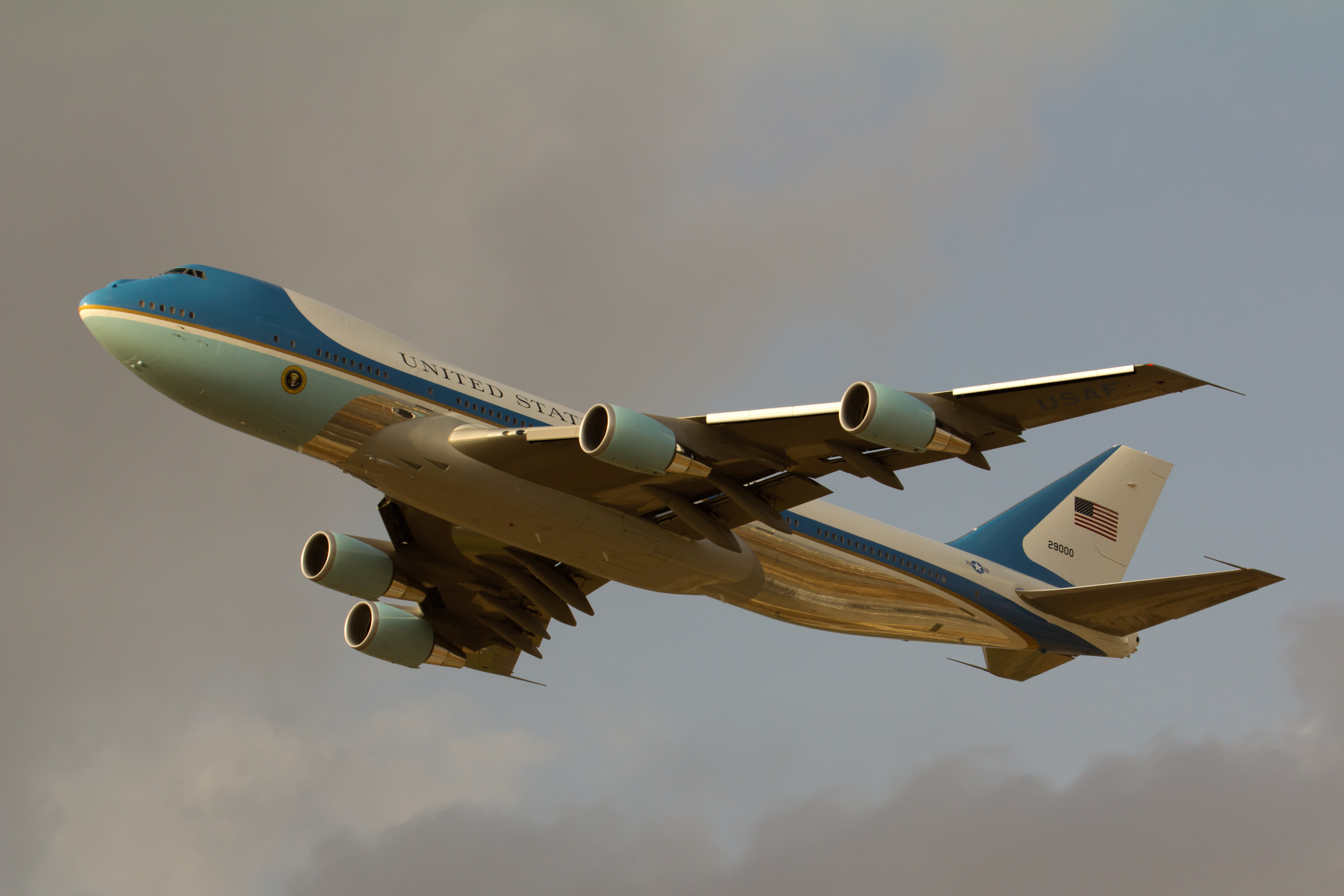
Boeing VC-25 con el logotipo del “Air Force One”, con el sello del presidente de los Estados Unidos

El transporte aéreo de jefes de Estado suele decorarse con combinaciones de colores únicas. El avión del presidente estadounidense, Air Force One, utiliza una combinación de colores azul claro y celeste, con el sello del presidente de los Estados Unidos justo encima del tren delantero y la bandera de los Estados Unidos en la estabilizador vertical o aleta de cola. En este caso, el diseño se debe a al diseñador industrial franco-estadounidense Raymond Loewy por iniciativa y con la ayuda de la entonces primera dama Jacqueline Kennedy.

### Bandera militar

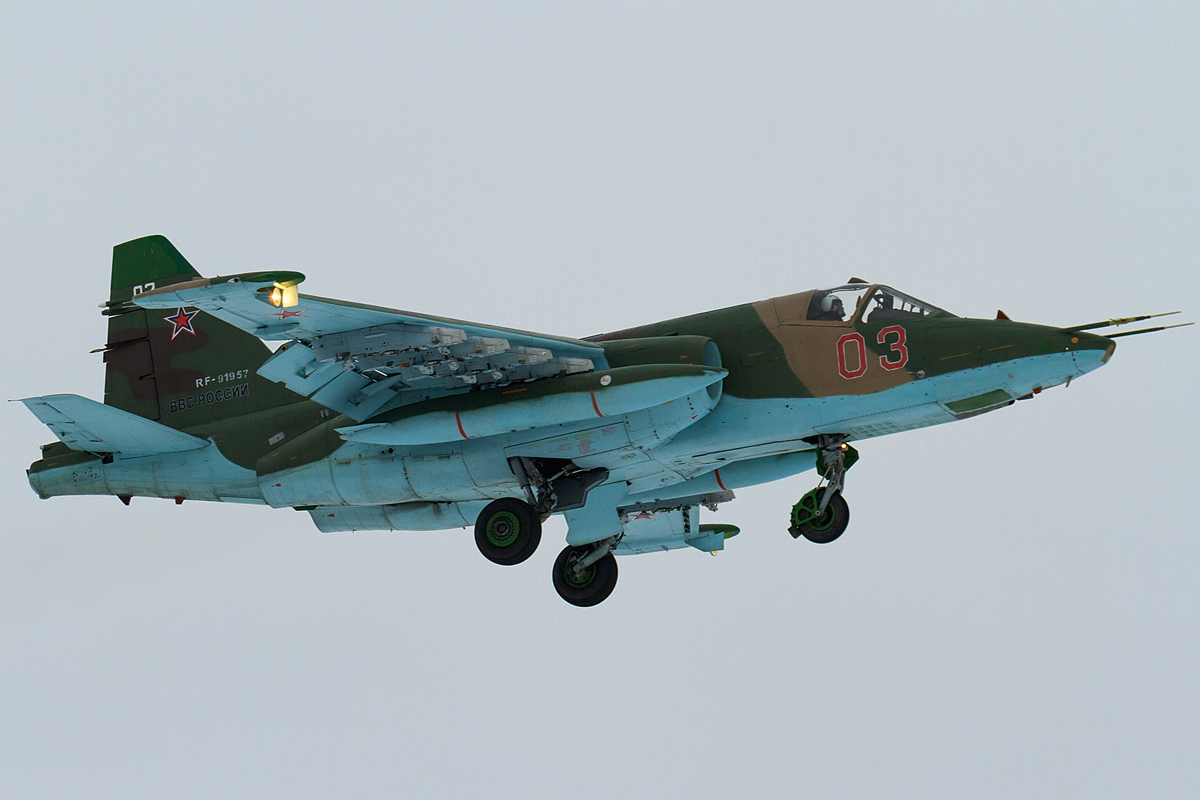
Un Su-25 con colores tierra en la parte superior y color cielo en la parte inferior.

Los aviones militares habitualmente utilizan diseños de camuflaje para hacerlos invisibles en el aire y en tierra, basados en el uso de tonos grises neutros.
El camuflaje de aviones se utilizó por primera vez durante la Primera Guerra Mundial y se empleó ampliamente durante la primera mitad de la Segunda Guerra Mundial. Después de que se desarrollasen los sistemas de detección de radar, el camuflaje de los aviones se volvió menos importante y a finales de la guerra, muchos volaron sin camuflaje. Los diseños de camuflaje posteriores, cuando se utilizaron, se concentraron en ocultar la aeronave de la observación aérea mientras descansaba o volaba cerca del suelo, o usaban un color claro y neutro para dificultar su detección mientras volaban. Los sistemas de camuflaje modernos han desarrollado fórmulas de camuflaje activo mediante emisores de luz que buscan ocultar la aeronave de la visión humana o desdibujar o confundir la observación óptica por medios electrónicos.